# Côtes-de-provence Sainte-Victoire
Le côtes-de-provence Sainte-Victoire, ou plus simplement un sainte-victoire, est un vin rouge ou rosé produit à l'est de la ville d'Aix-en-Provence et au pied de la montagne Sainte-Victoire.
Il s'agit d'une dénomination géographique de l’AOC côtes-de-provence.

## Histoire
Le littoral provençal a été colonisé par les Grecs : vers -600, les Phocéens s'installent à Marseille (en grec, Massalia; en latin, Massilia). Ils essaiment à Nice (Nikaia), Antibes (Antipolis), Hyères (Olbia), Six-Fours (Tauroeis), Arles (Arelate), Agde (Agathé), et au sud de Nîmes. Antérieurement la région était peuplée de Celtes appelés aussi Ligures ou Celto-Ligures.
C'est lors de la création de Massalia que les Phocéens implantent la vigne dans la Gaule celtique, les vignobles étant circonscrit à d'étroits espaces proches du littoral.
Laurent Bouby explique : « Au 1er millénaire avant notre ère, avec la colonisation phocéenne à Marseille et le dynamisme commercial des civilisations méditerranéennes (étrusques, grecques et phénico-puniques), la production et les échanges de vins explosent dans l’Ouest méditerranéen. On devine aisément la suite : des millions d’hectolitres de vins inondent le monde gaulois ».
Justin, dans son Abrégé des histoires philippiques (Historiarum Philippicarum, Livre XLIII, chap. IV,1-2), un ouvrage qu'il présente dans sa préface comme un florilège des passages les plus importants et les plus intéressants du volumineux Historiæ phillippicæ et totius mundi origines et terræ situs rédigé par Trogue Pompée à l’époque d’Auguste, explique : « Sous l'influence des Phocéens, les Gaulois adoucirent et quittèrent leur barbarie et apprirent à mener une vie plus douce, à cultiver la terre et à entourer les villes de remparts. Ils s'habituèrent à vivre sous l'empire des lois plutôt que sous celui des armes, à tailler la vigne et à planter l'olivier, et le progrès des hommes et des choses fut si brillant qu'il semblait, non pas que la Grèce eût émigré en Gaule, mais que la Gaule eût passé dans la Grèce ».
Passées les grandes invasions, les abbayes provençales de Saint-Victor, à Marseille, de Saint-Honorat, dans l'île de Lérins, puis du Tholonet, vont reconstitué et développer le vignoble.
René d'Anjou, angevin de naissance et provençal de cœur, qui avait sa cour à Aix-en-Provence, affectionnait les vins de Provence. Sous l'impulsion d'Éléonore de Provence, qui deviendra Reine d'Angleterre par son mariage avec Henry III, ils s'imposèrent même à la Cour d'Angleterre.

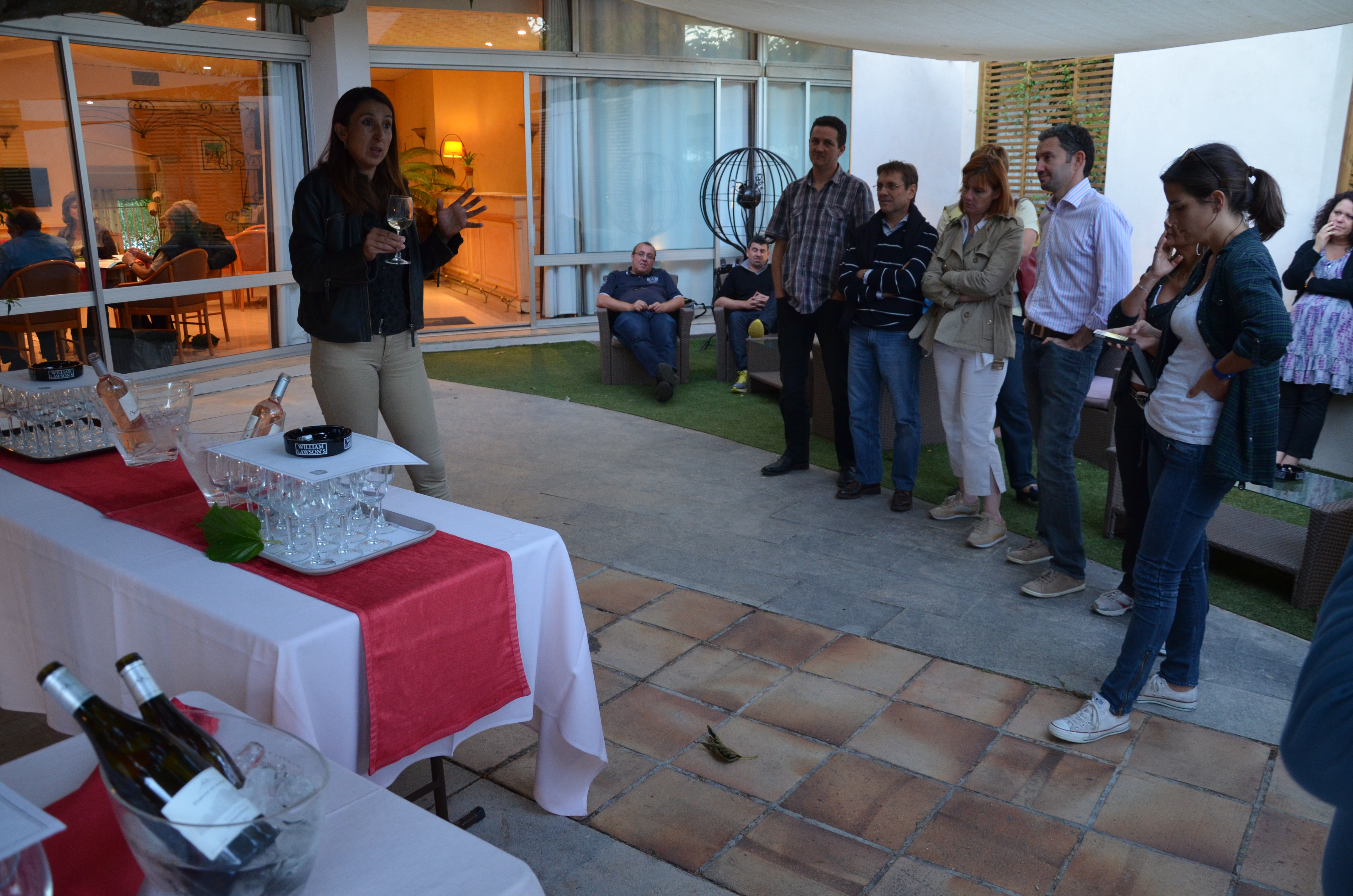
Dégustation au domaine des Masques, producteur d'AOC Côtes-de-provence Sainte-Victoire

Aux XVIIe et XVIIIe siècles, « les friands vins de clérets de la Provence » furent très appréciés à la Cour de France, où leur notoriété bénéficia de la plume de Madame de Sévigné qui effectuait de fréquents séjours en Provence. 
Le vignoble, déjà connu en 1848 sous le nom de Côtes de Provence, a dû être reconstruit au début du XXe siècle après la crise phylloxérique. Grâce aux efforts de quelques pionniers, un nouveau pas est franchi en 1951 avec l’accession en VDQS « côtes-de-provence ». Elle sera agrandie par deux arrêtés, puis l’accession en AOC par le décret du 24 octobre 1977. La dénomination de terroir de l’AOC Côtes de Provence Sainte-Victoire a été reconnue en 2005.

## Géologie

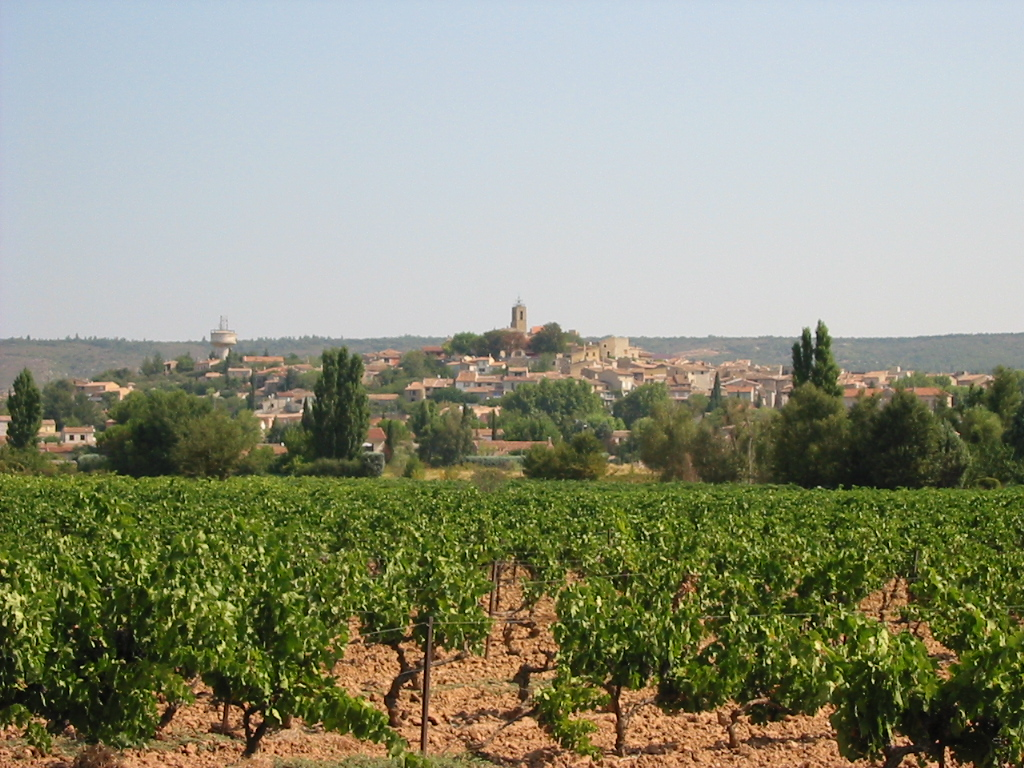
Le vignoble à Pourrières

Les sols sont pauvres et peu profonds, essentiellement formés de calcaire et de grès argileux, ce qui leur permet d'accueillir un vignoble de qualité fournissant des vins rouges friands ou charpentés ainsi que des rosés aux arômes subtils.

## Climat
Le climat est méditerranéen avec des influences légèrement continentales dues aux Monts Auréliens, au massif de la Sainte-Baume, aux coteaux de la haute vallée de l'Arc et à la barre rocheuse de la Sainte-Victoire. L'influence du Mistral est moins vive que dans la vallée du Rhône mais protège les vignes des attaques des parasites.
| Mois                              | jan.  | fév.  | mars | avril | mai  | juin | jui. | août | sep. | oct. | nov. | déc. | année |
| --------------------------------- | ----- | ----- | ---- | ----- | ---- | ---- | ---- | ---- | ---- | ---- | ---- | ---- | ----- |
| Température minimale moyenne (°C) | −0,4  | 0,3   | 2,7  | 5,3   | 9,2  | 12,6 | 15,7 | 15,1 | 12,1 | 9    | 2,9  | 1,9  | 7,2   |
| Température moyenne (°C)          | 5,6   | 6     | 9    | 11,7  | 15,8 | 16,7 | 23,2 | 22,4 | 19,1 | 14,9 | 8,2  | 6,9  | 13,3  |
| Température maximale moyenne (°C) | 11,5  | 11,6  | 15,2 | 18,1  | 22,4 | 26   | 30,7 | 29,6 | 26,1 | 20,8 | 13,5 | 11,9 | 19,8  |
| Record de froid (°C)              | −15,7 | −12,2 | −8   | −4,7  | −0,7 | 4,2  | 5,4  | 6,1  | 3,1  | −5   | −9   | −9   | −15,7 |
| Record de chaleur (°C)            | 17,5  | 23,6  | 24,6 | 26,9  | 30,8 | 34,8 | 40,5 | 38,8 | 33,2 | 30   | 23   | 19,6 | 40,5  |
| Précipitations (mm)               | 54    | 44    | 40   | 58    | 41   | 25   | 13   | 31   | 61   | 85   | 51   | 52   | 555   |

## Présentation du vignoble

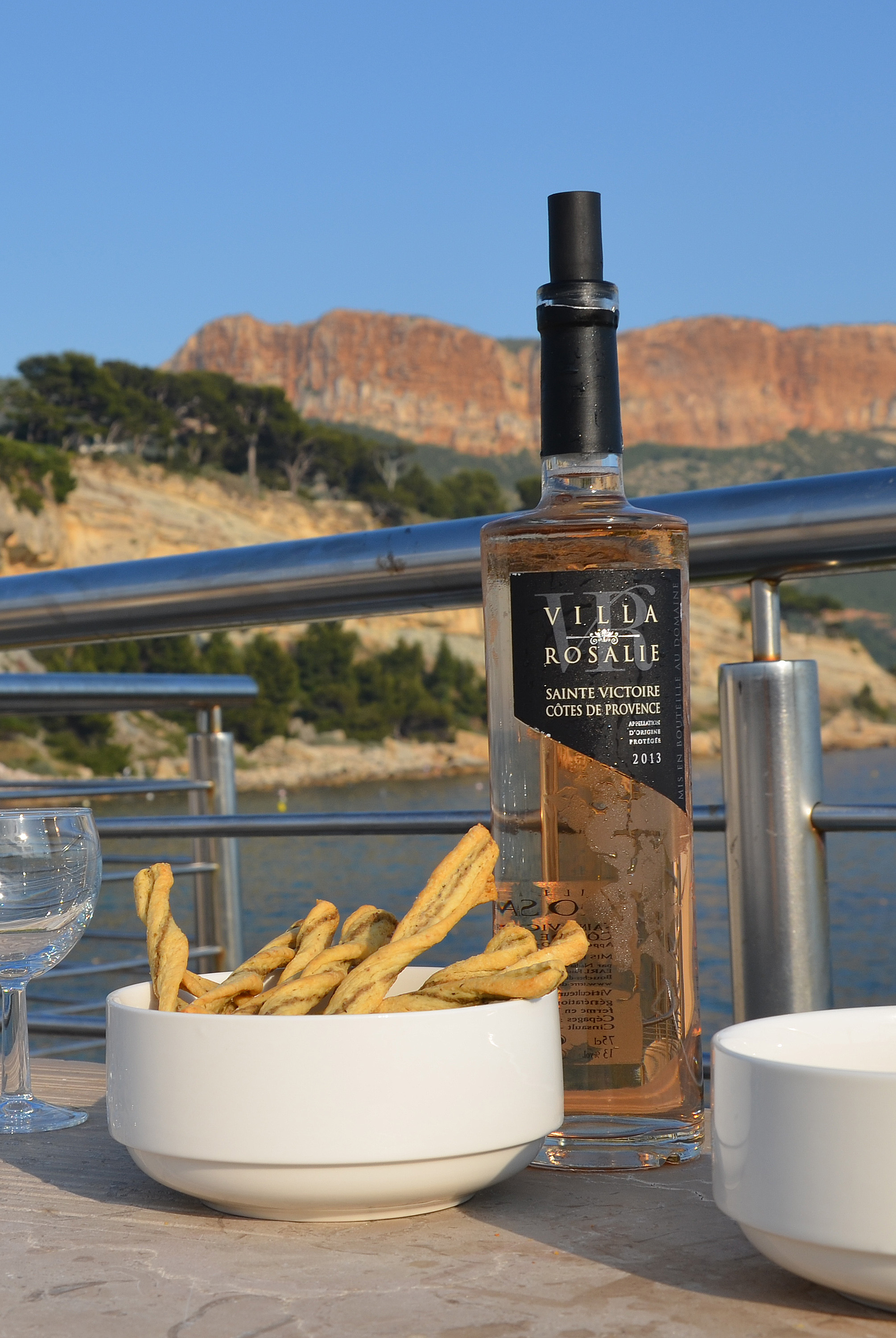
Côtes-de-provence Sainte-Victoire de Rousset

Neuf communes  entre Aix-en-Provence et la Sainte-Victoire. Dans le département des Bouches-du-Rhône se trouvent : Châteauneuf-le-Rouge, Le Tholonet, Meyreuil, Peynier, Puyloubier, Rousset et Trets ; dans celui du Var : Pourcieux et Pourrières.

## Encépagement

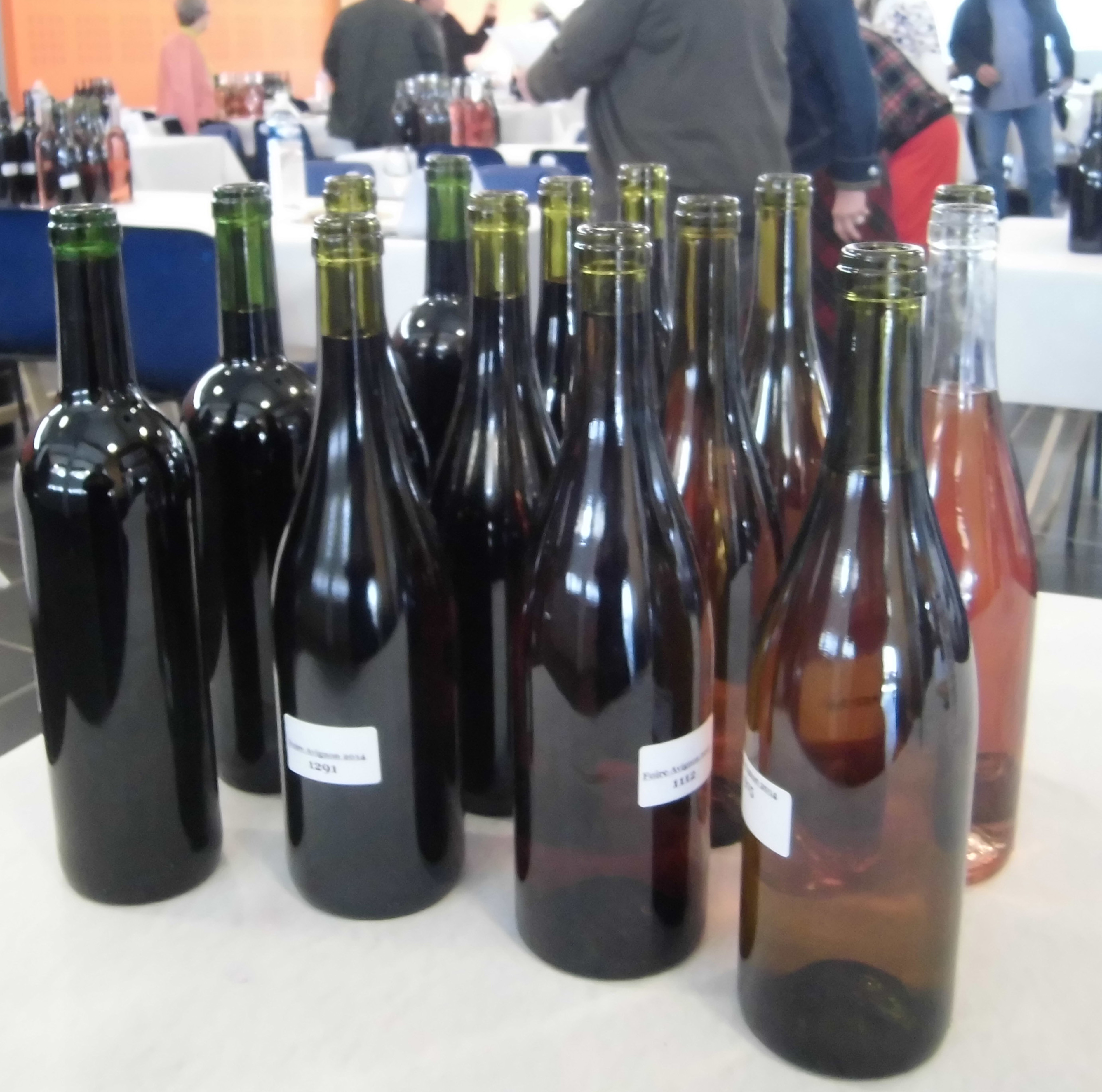
Bouteilles de côtes-de-provence Sainte-Victoire lors d'une dégustation officielle

Cépages principaux : deux cépages principaux obligatoires parmi :
- grenache
- mourvèdre
- cinsault
- tibouren
- syrah

## Méthodes culturales et réglementaires
Les vignes sont conduites en taille courte, à coursons à deux yeux, soit en gobelet soit en cordon de royat (double ou simple). Sauf pour la syrah  pour laquelle la taille longue (taille en guillot) est autorisée avec un maximum de 8 yeux francs par pied et 6 yeux francs maximum sur le long bois. La densité de plantation est de 4 000 pieds par hectare avec un rendement maximal autorisé de 50 hl/ha et un rendement moyen de 47 hl/ha. 

## Terroir et vin
La superficie potentielle de ce vignoble atteint 2 225 hectares, seuls 360 hectares revendiquent cette AOC. Ils produisent 17 000 hectolitres de vins rosé et rouge, soit plus de 2 millions de cols/an.

## Type d'exploitations
Il y a 32 caves particulières et coopératives dans l'appellation. 

## Vinothèque Sainte-Victoire
Elle est installée dans la Maison Sainte-Victoire à Saint-Antonin-sur-Bayon et présente l’ensemble de la gamme produite par les vignerons de la Sainte-Victoire. Elle propose la dégustation et la vente des vins de l’appellation.